# Daniel Thioune
Daniel Moustapha Thioune (Georgsmarienhütte, 21 de julho de 1974) é um treinador e ex-futebolista alemão de origem senegalesa que atuava como volante. Atualmente, comanda o Fortuna Düsseldorf. .

## Carreira
Entre 1980 e 1992, Thioune jogou em 3 clubes amadores de sua cidade - Raspo Osnabrück, Osnabrücker SC e Post SV Osnabrück, onde iniciou a carreira aos 18 anos. Em 1994, foi para outro time das ligas de acesso da Alemanha, o Sportfreunde Oesede, pelo qual atuou até 1996, quando foi para o VfL Osnabrück, sua primeira equipe como profissional.
Pelos Lila-Weiß, o volante disputou 161 partidas e fez 61 gols, vencendo a Regionalliga Nord em 1999–00. Defendeu também o VfB Lübeck e o LR/Rot-Weiß Ahlen até 2010, encerrando a carreira pela primeira vez no mesmo ano, jogando pelo Eintracht Osnabrück. Sua aposentadoria definitiva foi em 2014, após 2 jogos e um gol pelo time B do VfL Osnabrück.

## Carreira de treinador
Thioune trabalhou como auxiliar-técnico do Rot-Weiß Ahlen na temporada 2010–11, mudando-se para o Rot-Weiß Erfurt, onde foi olheiro da equipe.
Em 2013, voltou novamente ao Osnabrück como técnico dos times Sub-17 e Sub-19 até 2017, quando foi promovido ao comando da equipe principal após a saída de Joe Enochs, inicialmente na condição de interino e efetivado em novembro do mesmo ano. Em 105 jogos como treinador dos Lila-Weiß, foram 39 vitórias, 33 empates e 33 derrotas (aproveitamento de 37,14%), e o título da 3. Liga de 2018–19.
Em julho de 2020, Thioune foi anunciado como substituto de Dieter Hecking no Hamburgo, tornando-se o primeiro técnico de origem negra a comandar um time profissional na Alemanha.

## Títulos

### Como jogador
VfL Osnabrück
- Regionalliga Nord: 1999–00

Rot-Weiß Ahlen
- Regionalliga Nord: 2007–08

### Como treinador
VfL Osnabrück
- 3. Liga: 2018–19

### Individuais
VfL Osnabrück
- Treinador do ano da 3. Liga: 2018–19